# Schienenräumer

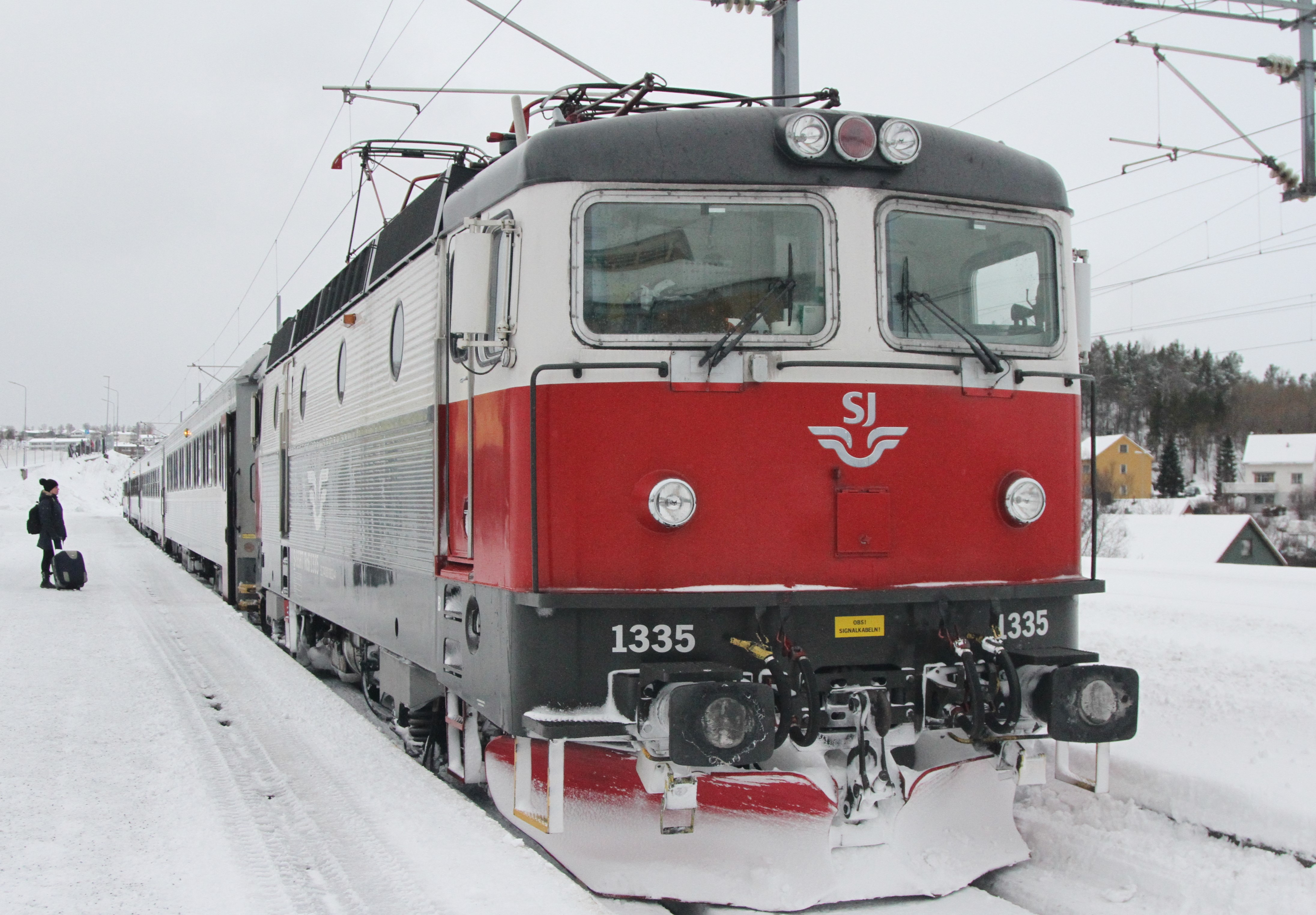
Bahnräumer in Form eines Schneeräumers an der schwedischen Rc6 1335

Schienenräumer und Bahnräumer sind Vorrichtungen an Schienenfahrzeugen, die in Fahrtrichtung vor dem ersten Radsatz angebracht sind und etwaige auf die Schiene bzw. in das Gleisbett geratene Fremdkörper beiseite räumen sollen. Typischerweise befindet sich die Unterkante der Vorrichtung rund 50 bis 100 Millimeter über der Schienenoberkante. Da sich der Raddurchmesser durch den Verschleiß der Räder ändert, müssen Schienen- bzw. Bahnräumer in der Höhe verstellbar sein. Schienen- bzw. Bahnräumer werden verwendet, um Entgleisungen sowie Schäden am Fahrzeug durch auf den Schienen liegendes Material zu verhindern.

## Arten
Die Ausführungsarten von Schienen- bzw. Bahnräumern sind unterschiedlich und meist an die Bahnstrecke und die aus der Umgebung zu erwartenden Störeinflüsse angepasst.

### Schienenräumer

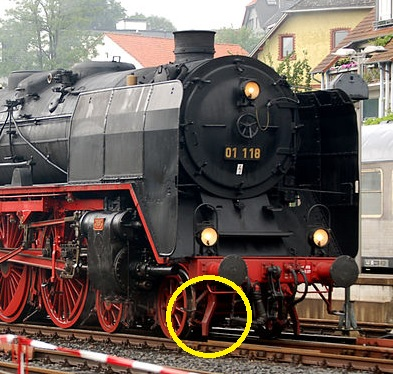
Schienenräumer an einer BR 01

Schienenräumer sind Elemente, die vor einem Rad angebracht sind und verhindern, dass kleinere Fremdkörper zwischen Rad und Schiene gelangen.
In einfachster Ausführung übernehmen die Funktion des Schienenräumers zwei weit vorn am Triebfahrzeug angebrachte senkrechte Stäbe, die bis knapp über der Schienenoberkante hinabreichen.

### Bahnräumer
Bahnräumer sind am führenden Ende des Fahrzeugs angebracht und dienen dazu, die Folgen eines Aufpralls mit einem Hindernis auf dem Gleis zu begrenzen.
Die heute gängige Ausführung ist ein Blechschild in Form eines stumpfen Keils, der mittig an der Triebfahrzeugfront angebracht ist. Diese Konstruktionsweise soll gewährleisten, dass Fremdkörper aus dem Gleisbett nach seitlich oben aus dem Fahrweg befördert werden. Häufig wird der Schienenräumer mit einem Schneeräumer kombiniert, wobei entsprechende schaufel- oder pflugartige Vorrichtungen an der Triebfahrzeugfront montiert werden. Ist ein Bahnräumer zur Beseitigung größerer Gegenstände vorhanden, so übernehmen in der Regel die Sandrohre oder die Sandrohrhalter die Funktion der Schienenräumer.

#### Kuhfänger
Eine der bekanntesten Bahnräumer-Bauarten ist der typischerweise weit vorstehende Kuhfänger („Cowcatcher“, heute in den USA als „Pilot“ bezeichnet) amerikanischer Lokomotiven. Erstmals wurde ein solcher Schienenräumer bei der US-amerikanischen Dampflokomotive „John Bull“ verwendet. Erfunden wurde der „Cowcatcher“ von Charles Babbage während seiner Tätigkeit für die Liverpool and Manchester Railway.

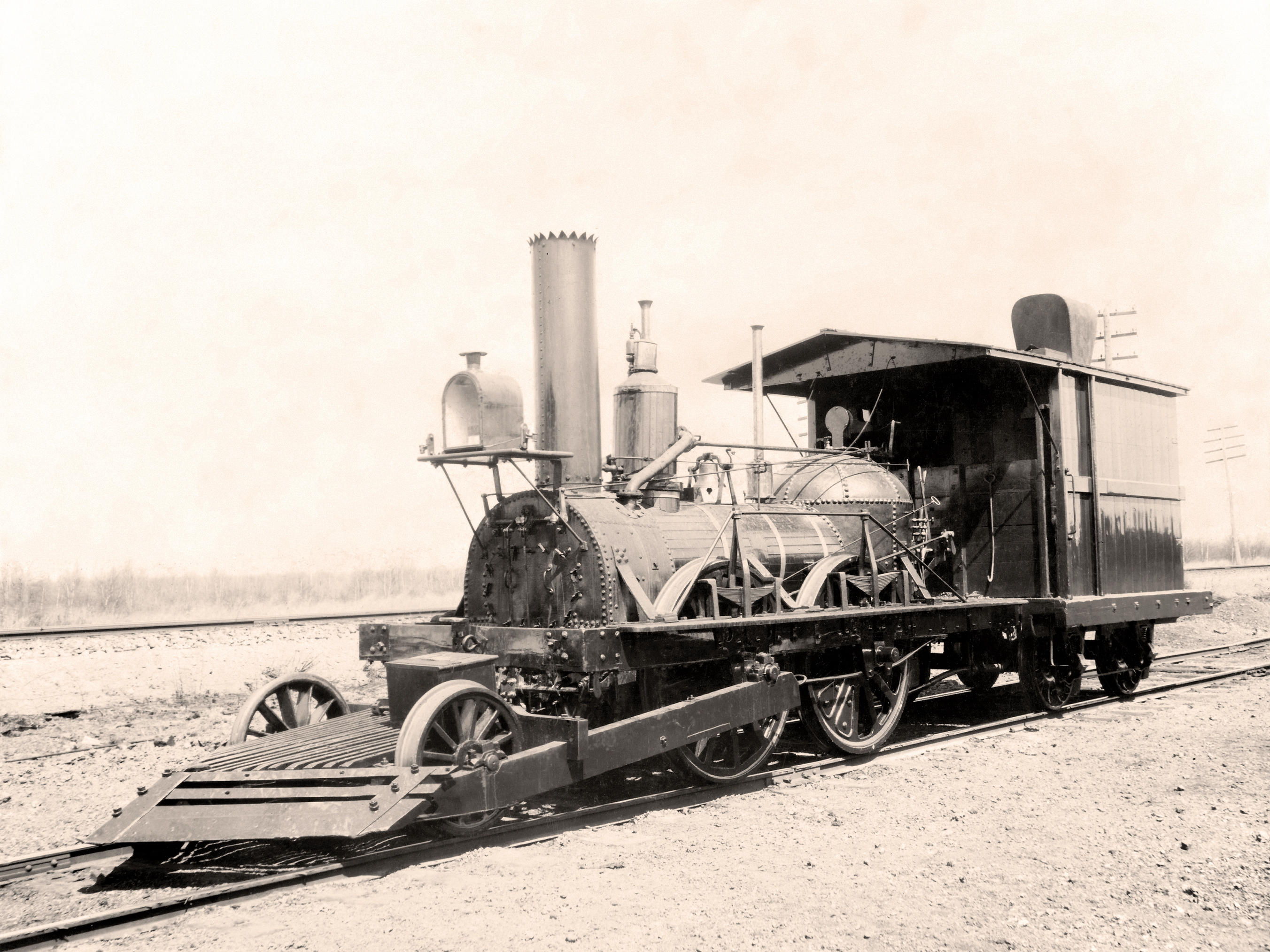
Der erste Kuhfänger an der „John Bull“
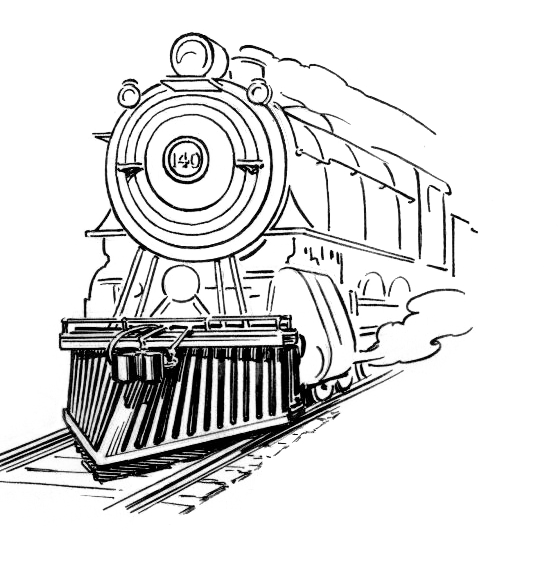
Cowcatcher, schematische Zeichnung
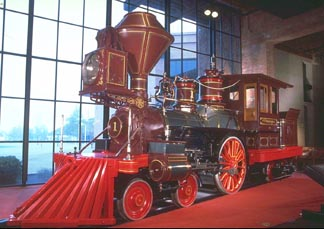
Kuhfänger an einer Dampflokomotive, Baujahr 1863

## Rechtliche Situation

### Deutschland
In Deutschland werden Schienenräumer für verschiedene Schienenfahrzeuge in einschlägigen Verordnungen vorgeschrieben:
- in der Eisenbahn-Bau- und Betriebsordnung  (EBO)

- in der BOStrab für Straßenbahnen

- in der „Berufsgenossenschaftliche Unfallverhütungsvorschrift Krane“ (BGV D 6)

### Historisches Zitat
„[…] 2) Jeder zu gedachter Zeit fahrende Dampfwagen muss mit einem Bahnräumer, das heißt, mit einem Gestelle versehen sein, welches vor den Vorderrädern des Dampfwagens auf die Schienen hinabreicht, und etwaige auf denselben befindliche hindernde Gegenstände fortzuräumen bestimmt ist, bevor die Räder an dieselben gelangen.“